# Нематик

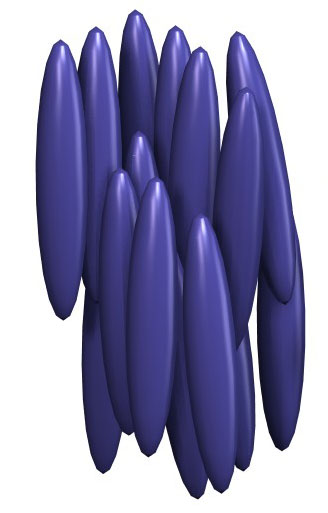
Схематичне зображення упорядкування молекул у нематику.

Нематичні рідкі кристали або нематики ("нема" - грецькою нитка) — оптично одновісні рідкі кристали, мають дальній орієнтаційний порядок, вільні в переміщенні. Характеризуються наявністю мікроструктур у вигляді ниток, кінці яких або
вільні, або зв'язані зі стінкою посудини, в якій перебуває речовина, що вивчається. Орієнтація осей молекул в цих кристалах паралельна, однак вони не утворюють окремих шарів. Довгі осі молекул лежать вздовж ліній, паралельних певному напрямку, а їхні центри розташовані хаотично. Нематичні рідкі кристали називають також нематиками.